# Adolphe Clément

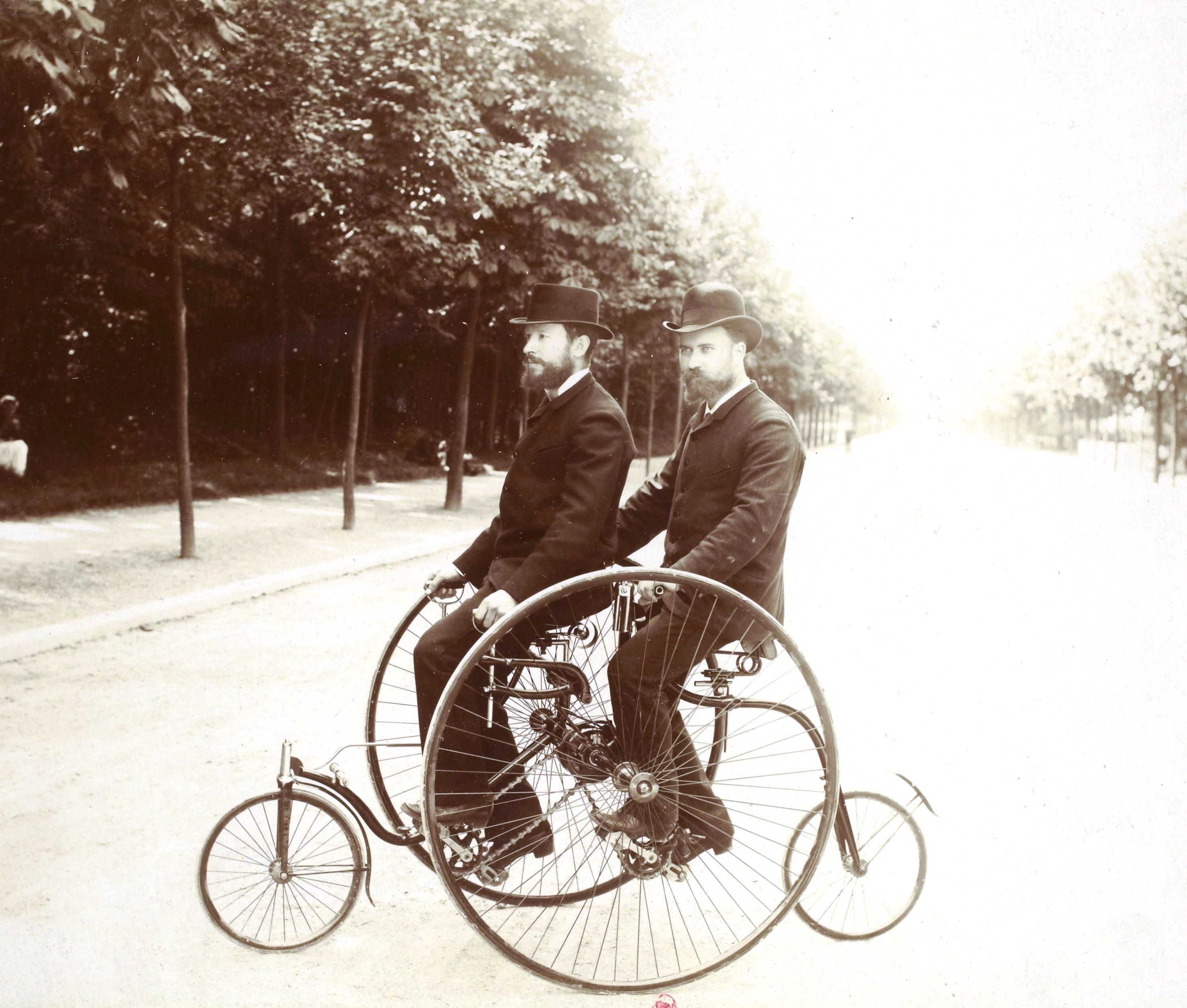
Clément (r.) auf einem Dreirad (1895)

Gustave-Adolphe Clément, ab 1909 Clément-Bayard (* 1855 in Pierrefonds, Frankreich; † 1928 in Paris), war ein französischer Ingenieur, Erfinder und Industrieller. Er produzierte Reifen und baute Fahrräder, Motoren, Motorräder, Automobile sowie Luftschiffe. Er gilt als einer der Pioniere sowohl des Automobilbaus als auch der Luftschifffahrt.

## Leben

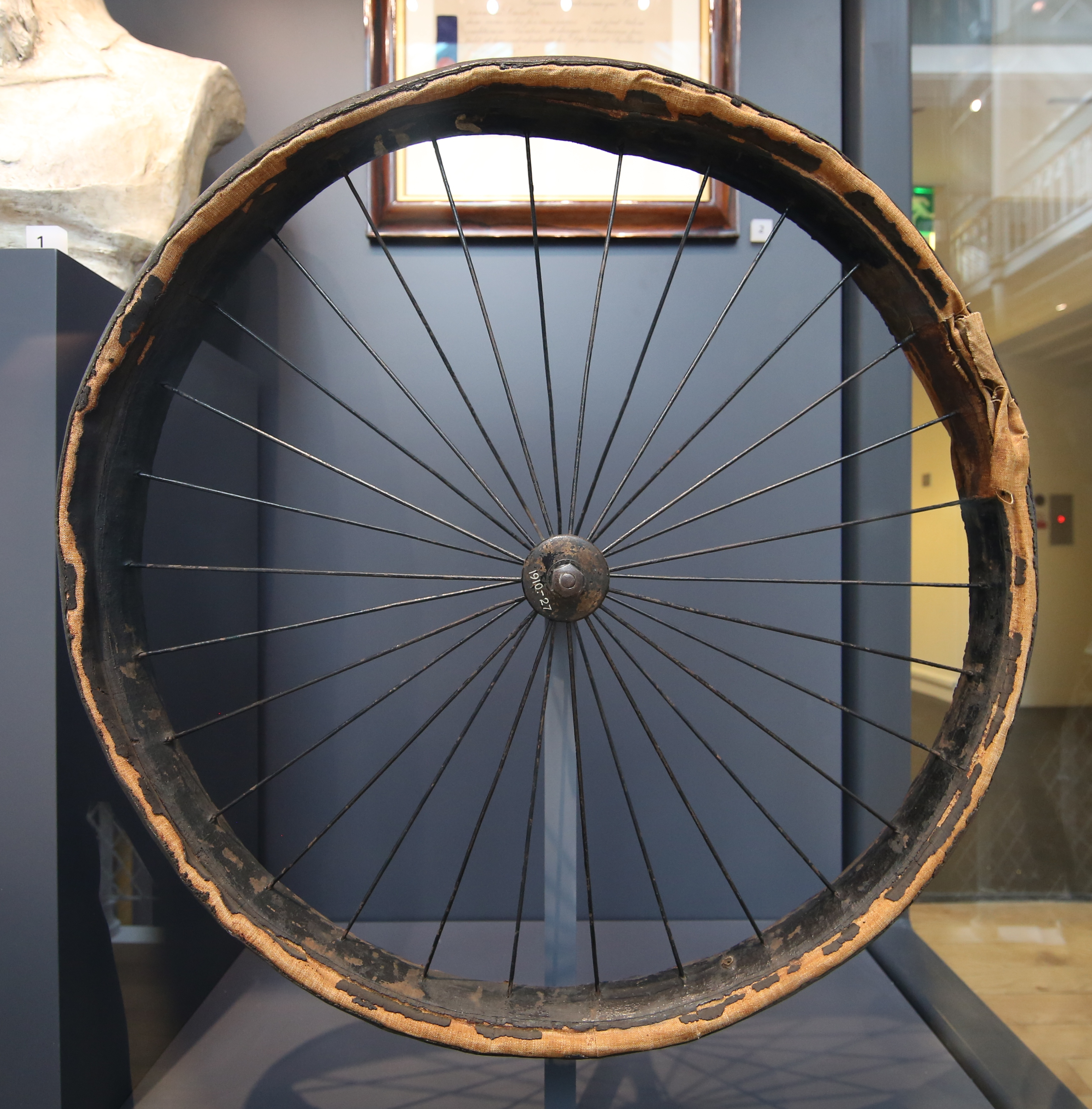
Erster luftgefüllter Fahrradreifen von Dunlop, 1887

Clément, Sohn eines Lebensmittelhändlers, zeigte sehr früh Interesse an Mechanik und Technik. Im Alter von 17 Jahren baute er sein erstes Fahrrad mit Holzrädern. Nach Absolvierung einer Schlosserlehre gründete er im Jahr 1878 im Alter von 23 Jahren in Paris unweit des Place de l’Étoile die kleine Fahrradwerkstatt A. Clément & Cie. Im Jahr 1889 kaufte er John Boyd Dunlop, dem Erfinder des luftgefüllten Reifens für 50.000 Francs die Exklusivrechte für die Herstellung und Vertrieb von Fahrradreifen in Frankreich ab und begründete damit seinen Reichtum.
Er trennte sich 1891 von den Teilhabern seiner Firma und plante auf einem bereits 1890 im Faubourg Saint-Julier, am Fuße der Zitadelle von Mézières (Département Ardennes) günstig erworbenen ehemaligen Militärgelände den Bau einer neuen Fabrik, die als La Macérienne bekannt wurde. Das Voranschreiten der 1894 begonnenen Bauarbeiten überwachte Clément aus der Ferne anhand von täglich aufgenommenen Fotos. Einmal in der Woche begab Clément sich selbst nach Mézières. 1897 nahm das Werk, das auf einer Grundfläche von 15.000 m2 neben einem hydraulischen Turbinenkraftwerk, einem Dampfmaschinensaal und der großen Maschinenbauhalle auch eine eigene Gießerei und eine Werkstatt zur Vernickelung umfasste, den Betrieb mit der Fertigung von Fahrradschrauben und -speichen auf. Die Werksgebäude existieren noch immer. Im Frühjahr 2006 wurde ein Wettbewerb zu seiner Umgestaltung in ein Kulturzentrum ausgeschrieben.

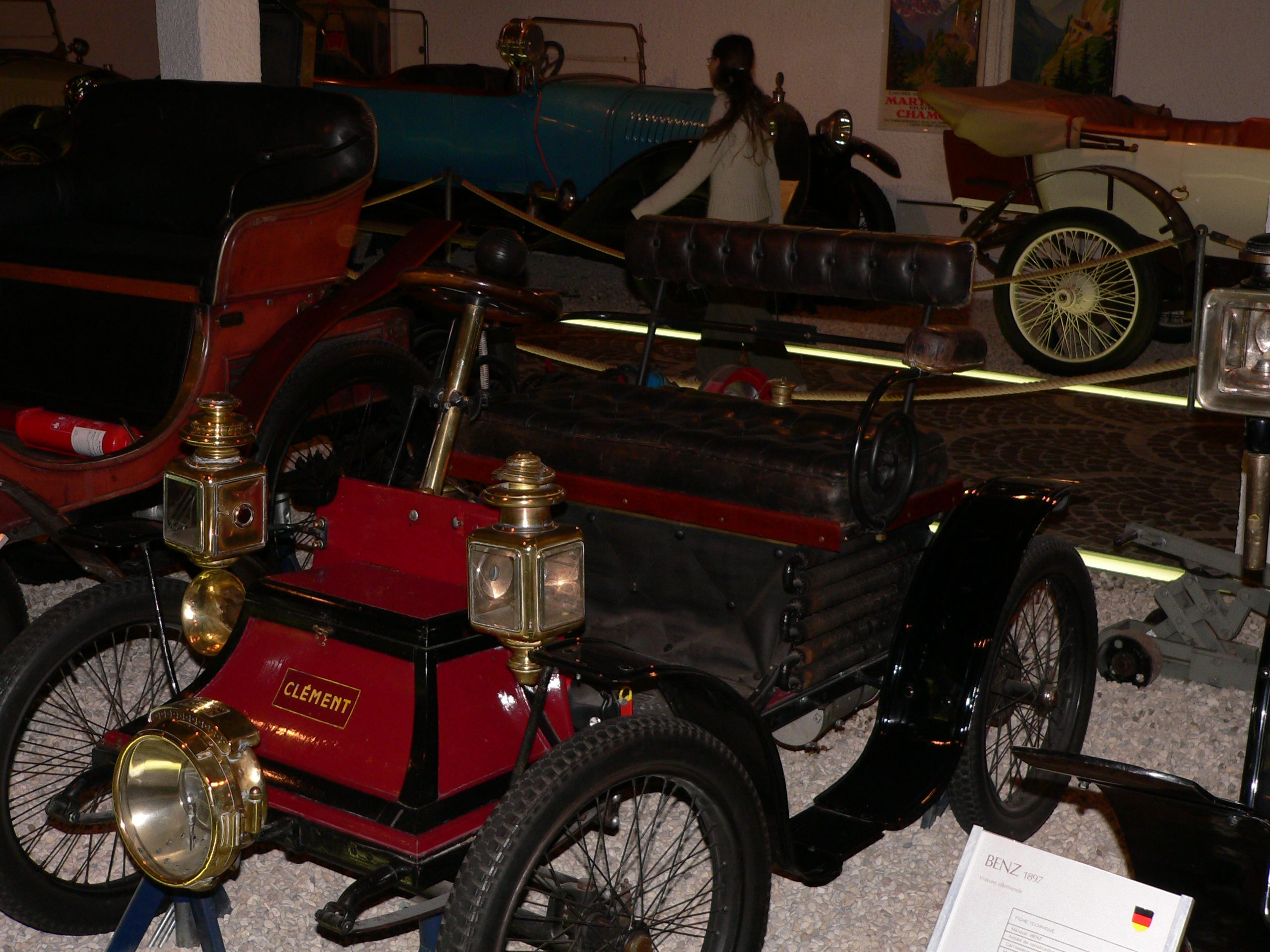
Clément-De Dion Phaëtonnet (1898)

Gleichzeitig schloss Clément sich mit Lord Charles Chetwynd-Talbot, Earl of Shrewsbury (Lord Talbot, 1860–1921), hinter dem die finanzstarke British Automobile Commercial Syndicate Ltd stand, und der französischen Filiale von „Humber“ zu einer Unternehmensgruppe zusammen. Diese kaufte im Jahr 1896 die fünf Jahre zuvor von Alexandre Darracq und Auroc gegründete renommierte französische Fahrradfabrik Société Gladiator auf. Clément nutzte seine Stellung als Vorsitzender der Gruppe, um den französischen Zweig in Clément-Gladiator und den englischen in Clement-Talbot umzutaufen. Mit dem Bau einer zweiten Fabrik in Levallois-Perret, einem westlichen Vorort von Paris wurde im Jahr 1897 der Ingenieur Leneveu beauftragt. Dort baute Clément unter der Marke „Gladiator“ seine ersten Monozylinder-Automobile.
Der Konzern zerfiel im Jahr 1903. Während Sir Talbot die neu gegründete Gesellschaft Clement-Talbot Ltd übernahm, verkaufte Clément die Lizenzen seiner Kraftfahrzeuge und gründete seinerseits ein neues Unternehmen mit einem Werk in der Picardie. Er gab diesem und fortan auch seinen Automodellen den Doppelnamen Clément-Bayard in Erinnerung an Pierre du Terrail, Chevalier de Bayard, den Ritter ohne Furcht und Tadel, der im Jahr 1521 unter Franz I. die Stadt Mézières, wo Cléments Gießerei angesiedelt war, gegen das Heer Karls V. verteidigt hatte. Sein Sohn Albert Clément startete ab 1904 in den Fahrzeugen des Vaters und erreichte beim Ardennenrennen 1904 den dritten und beim Vanderbilt Cup 1904 den zweiten Platz. In der Saison 1905 scheiterte er stets an der mangelnden Zuverlässigkeit seiner Fahrzeuge, doch beim Grand Prix von Frankreich 1906 konnte er Rang drei belegen. Als sein Sohn schließlich beim Training vor dem Grand Prix von Frankreich 1907 in Dieppe tödlich verunglückte, verlor der Vater das Interesse am Motorsport und die Marke Clément-Bayard verschwand von den Rennstrecken. Sein gleichnamiger Großneffe ging allerdings 1927 beim 24-Stunden-Rennen von Le Mans an den Start.

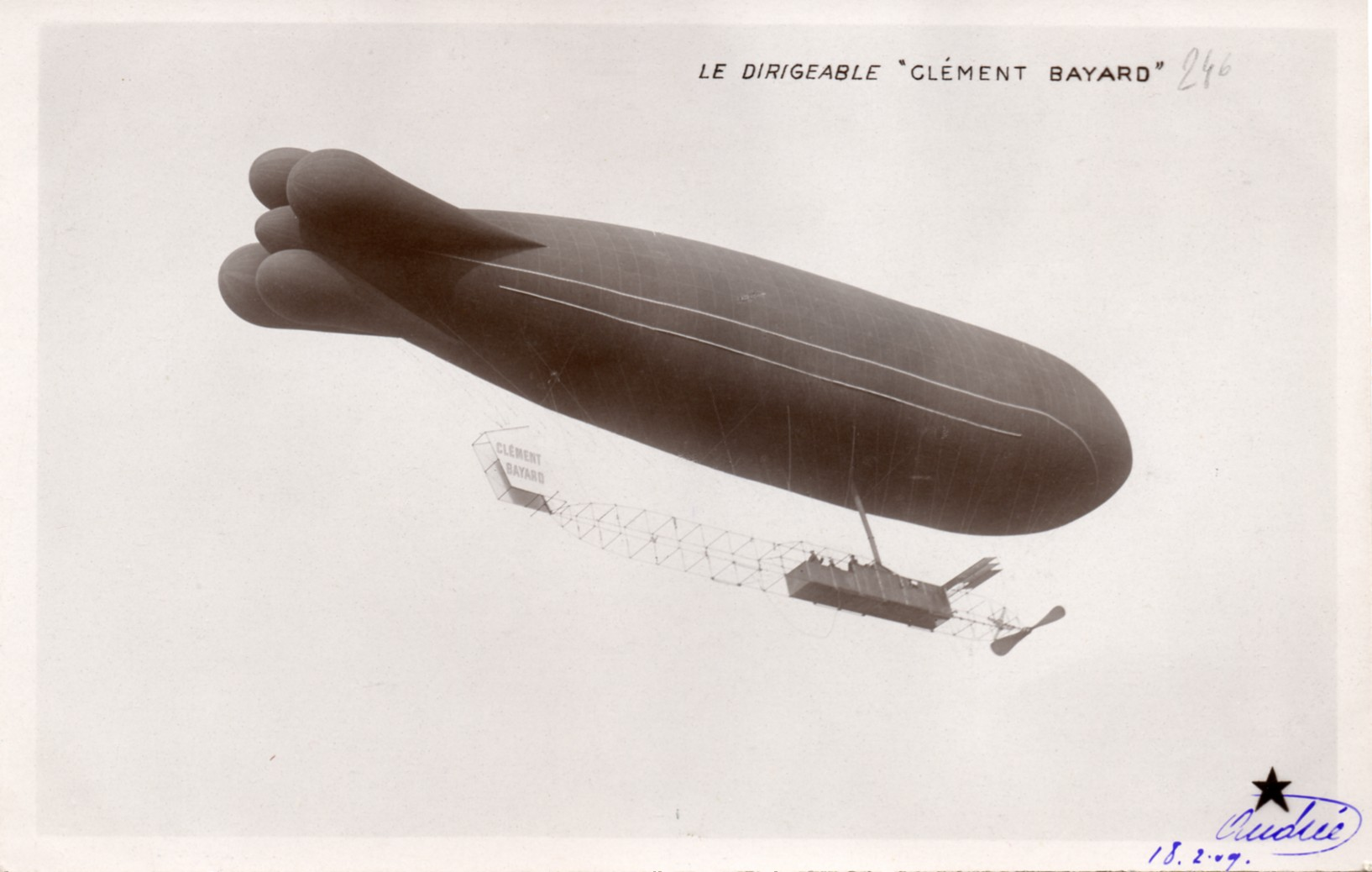
Clément-Bayard Luftschiff, 1908

1908 baute Clément sein erstes Luftschiff und taufte auch dieses auf den Namen „Clément-Bayard“. Ebenso baute er ab 1908 in einer Zusammenarbeit mit Alberto Santos-Dumont 50 Exemplare der Demoiselle, ein Sportflugzeug, von denen aber nur 15 verkauft wurden. 1909 änderte er seinen Familiennamen von Clément auf Clément-Bayard. 1914 zog er sich aus seinem Unternehmen zurück. Im gleichen Jahr unternahm er anlässlich eines erteilten französischen Regierungsauftrags für den Bau von Luftschiffhallen eine mehrtägige Reise nach Deutschland, wo er eine Rundfahrt mit dem Luftschiff „Sachsen“ über Potsdam und Berlin unternahm und weitere Hallen in Frankfurt, Hamburg, Cuxhaven und Köln besichtigte. In Köln wurde er dann zusammen mit drei Begleitern festgenommen, dem Vorwurf der Wirtschaftsspionage ausgesetzt aber bereits einen Tag darauf wieder frei gelassen. Der Vorfall reflektiert unter anderem die allgemein angespannte Atmosphäre wie sie in den Monaten vor dem Ausbruch des Ersten Weltkriegs herrschte.
1921 schloss er Bekanntschaft mit André Citroën. Die Überzeugung, dass Citroën das Automobil populär machen würde, veranlasste ihn, Citroën finanziell zu unterstützen und ihm sein Werk in Levallois-Perret zur Verfügung zu stellen, das 1922 von Citroën übernommen wurde. Kurz zuvor war auch „La Macérienne“ verkauft worden.
Adolphe Clément starb im Jahr 1928 in Paris.

## Auszeichnungen
- 1912: Kommandeur der Ehrenlegion
- 2005: posthume Ehrung, anlässlich des hundertjährigen Jubiläums des Genfer Auto-Salons, durch die Prägung einer 50 CHF Sondermünze aus Gold mit dem Motiv „Clément 1905“ (Münzstätte der Schweizerischen Eidgenossenschaft swissmint nach einem Design des Berner Künstlers Roger Pfund).

## Clément-Gladiator
Kurz nach dem Aufkauf des Unternehmens „Gladiator“ baute Adolphe Clément in der neuen Fabrik in Levallois-Perret, die im Jahr 1988 bis auf eine der Werkstätten und die Maschinenhalle abgerissen wurde, sein erstes Kraftfahrzeug, das durch den Heckmotor Clément-Michaux bewegt wurde, den 2 3/4HP. Es folgte 1898 das Clément-De Dion Phaëtonnet, eine einfache Voiturette mit 2¼ HP De-Dion-Bouton-Einzylindermotor.
Adolphe Clément gehörte in den 1890er Jahren auch dem Vorstand des Automobilherstellers Panhard & Levassor (P&L) an. In dieser Position wurde er auf eine neue Konstruktion aufmerksam, an der P&L-Chefingenieur Arthur Constantin Krebs seit etwa 1897 arbeitete. Es handelte sich um eine etwas größere Voiturette, die konsequent als leichtes Automobil entwickelt wurde. Weil die vorhandenen Anlagen bei P&L nicht ausreichten, um die Nachfrage nach den eigenen, größeren Automobilen abzudecken, wurde dort auf die Serienfertigung verzichtet und Clément konnte eine Lizenz zum Nachbau erwerben. Nachdem in Levallois-Perret noch 1898 einige Vorserienexemplare entstanden waren, lief Anfang 1899 die Produktion des Clément-Panhard Type VCP mit einem eigens dafür konstruierten P&L Einzylindermotor von 3 bis 3½HP an. Der Motor war eine Weiterentwicklung des Daimler-Motors, dessen Verwertungsrechte für Frankreich Panhard & Levassor innehatte. Dieser Typ wurde 1899 parallel mit dem Phaêtonnet produziert. Obwohl der Type VCP nicht unproblematisch war, entstanden bis 1902 etwa 300 Exemplare, was in dieser Zeit eine große Stückzahl darstellte. Eine zweite Lizenz erhielt die Humber für Großbritannien, deren Tochtergesellschaft Stirling Motor das Fahrzeug mit gleicher Technik aber anderen, in Großbritannien gefertigten, Karosserien als Clément-Stirling oder Stirling-Panhard anbot. Im Jahre 1901 baute Adolphe Clément zudem Automobile mit 2 Zylindern mit 9 PS und 4 Zylinder Modelle mit 12 oder 16 PS.
Importeur der Kraftfahrzeuge von Adolphe Clément in Großbritannien wurde zunächst die englische Firma „Napier“ und im Jahr 1902 Lord von Shrewsbury and Talbot, inzwischen Präsident von „British Automobile Commercial Syndikate Ltd.“ Dieser übernahm 1903 den britischen Zweig des Konzerns, der eigene Modelle unter anderen Markennamen wie Austin oder Swift baute.

## Clément-Bayard
Das Emblem des 1903 von Adolphe Clément nach seinem Austritt aus der Gruppe Clément-Gladiator-Humber in Trosly-Breuil (La Motte-Breuil) bei Compiègne (Département Oise) neu gegründeten dritten Werkes und der künftig dort produzierten Modelle wurde die Statue des Chevalier Bayard. Dessen Devise „Ohne Furcht und Tadel“ diente als Slogan für die Kraftfahrzeuge. Neben der Produktion von Automobilen baute das Unternehmen, zuerst in Zusammenarbeit mit der Firma Astra Torres, ab 1908 mindestens sechs Luftschiffe. Am 1. November 1908 legte das um 11:15 Uhr in Sartrouville gestartete Luftschiff „Clément-Bayard“ die Strecke bis nach Pierrefonds und zurück über Paris und Auteuil von insgesamt rund 250 Kilometern in 4 Stunden und 53 Minuten zurück und schlug damit den Rekord des geschlossenen Rundfluges. Mit dem Luftschiff „Clément-Bayard“ N° 2 gelang am 16. Oktober 1910 die erste Ärmelkanalüberquerung. Bei Ausbruch des Ersten Weltkrieges besaß die französische Armee bei einem Gesamtbestand von sechs Luftschiffen drei „Clément-Bayard“-Modelle.
1914 zog der Firmengründer sich aus dem Unternehmen zurück, das im Jahr 1922 von Citroën übernommen wurde.

## Clement-Talbot Ltd.
Hauptaktionäre der neuen Gesellschaft Clement-Talbot Ltd in Großbritannien waren Lord Talbot, Adolphe Clément, A. Lucas, und E. Lamberjack. Gelenkt wurde das neue Unternehmen, das eine Fabrik in Ladbroke Grove im Westen von London baute, durch D.M. Weigel. Zunächst wurden Kraftfahrzeuge gebaut, die mit den in Frankreich hergestellten Modellen identisch waren. Erst 1907 wurden in Großbritannien eigene Modelle hergestellt.

## Financier derL'Auto
Aus Verärgerung über die Sportgazette Le Vélo von Pierre Giffard beteiligte sich Clément an der Finanzierung einer Konkurrenzzeitung, die als L'Auto-Vélo im Oktober 1900 erstmals erschien. Sein Werbeleiter Henri Desgrange, ein bekannter Radrennfahrer und Promoter, wurde auf Cléments Vorschlag erster Chefredakteur. An der Finanzierung des Blatts waren außer Clément der Graf de Dion (De Dion-Bouton), André Michelin und Édouard Michelin mit namhaften Beträgen beteiligt; der Abstecher in das Zeitungswesen zahlte sich letztlich aber auch finanziell aus. Auslöser für die Gründung der Zeitung war vordergründig die Dreyfus-Affäre; Giffard war Befürworter einer Freilassung des Offiziers und ging seine Gegner sehr direkt an. Es gab aber auch starke wirtschaftliche Interessen, Le Vélo übte praktisch ein Monopol in der Fahrzeug- und Zubehörwerbung aus; Giffard bevorzugte dabei den eigenen Investor Alexandre Darracq.